# Liste der Kulturdenkmäler in Wissen
In der Liste der Kulturdenkmäler in Wissen sind alle Kulturdenkmäler der rheinland-pfälzischen Stadt Wissen aufgelistet. Grundlage ist die Denkmalliste des Landes Rheinland-Pfalz (Stand: 4. Mai 2023).

## Denkmalzonen
| Bezeichnung                     | Lage | Baujahr                     | Beschreibung | Bild                           |
| ------------------------------- | --- | --------------------------- | --- | ------------------------------ |
| Denkmalzone Halbmond            | Wissen, Kirchplatz 1–5 (ungerade Nummern), 2–20 (gerade Nummern), Marktstraße 16, 18 und 20, Bahnhofstraße 17 und die katholische Pfarrkirche Lage                                                        |                             | etwa halbkreisförmige, zwei- und dreigeschossige Bebauung um die katholische Pfarrkirche von 1804/1911 | Fotos hochladen                |
| Denkmalzone Hüttensiedlung      | Wissen, An der Baumschule 8–16 (gerade Nummern), Drosselstraße 2–16 (gerade Nummern), Koblenzer Straße 9–41 (ungerade Nummern), Nisterstraße 2–40 (gerade Nummern), Ziegelstraße 1–38 (alle Nummern) Lage | Anfang des 20. Jahrhunderts | etwa 35 Ein-, Zwei- und Vierfamilienhäuser für die Arbeiter des Wissener Hochofenwerks; ein- und zweigeschossigen Walmdachbauten in barockisierenden Formen der Reformarchitektur mit Nebengebäuden, Höfen und Gärten | BW                             |
| Denkmalzone Ortskern Pirzenthal | Pirzenthal, Nr. 13, 14, 15 Lage | 17. und 18. Jahrhundert     | Gruppe locker gestreuter kleiner Streuhöfe des 17. und 18. Jahrhunderts in der westlichen Hälfte des Ortskerns, im 19. Jahrhundert teilweise verputzt oder verkleidet | BW                             |
| Denkmalzone Schloss Schönstein  | Schönstein, Schloßstraße 1–7 Lage | vor 1255                    | auf einem steilen Felsen in Schönstein über der Mündung des Elbbachs in die Sieg gelegene, von den Herren von Aremberg errichtete, 1255 erstmals genannte Randhausburg; Außenbering, Fundamente und Keller mittelalterlich, Gesamterscheinung aus dem 16. bis 18. Jahrhundert; Kapelle von 1622 in älterem Wehrturm; Vorburg mit Rentei, mittelalterlich und barock; vorgelagert sogenannte Freiheit: Fachwerk-Torhaus, im Kern aus dem 16. Jahrhundert, mit Wohnbau von 1840 und ehemaligem Fruchtspeicher bezeichnet 1718 | weitere Bilder Fotos hochladen |

## Einzeldenkmäler
| Bezeichnung                               | Lage | Baujahr                     | Beschreibung | Bild                                    |
| ----------------------------------------- | --- | --------------------------- | --- | --------------------------------------- |
| Wohnhaus                                  | Wissen, Alte Poststraße 7 Lage                                                                             | 17. oder 18. Jahrhundert    | Fachwerkhaus, verkleidet, wohl aus dem 17. oder 18. Jahrhundert | BW                                      |
| Hofanlage                                 | Wissen, Am Mühlengraben 2/4 Lage                                                                           | 18. Jahrhundert             | ehemalige Mühlen-Hofanlage (?); Streckhof, Fachwerk-Wirtschaftsgebäude, 18. Jahrhundert, kleines Fachwerkhaus, 19. Jahrhundert, Grünfläche | BW                                      |
| Forsthaus                                 | Wissen, Am Zollhaus 6 Lage                                                                                 | um 1800                     | ehemalige Oberförsterei; Fachwerkhaus, Krüppelwalmdach, um 1800 oder Anfang des 19. Jahrhunderts | BW                                      |
| Evangelische Pfarrkirche                  | Wissen, Auf der Rahm 19 Lage                                                                               | 1862                        | Backsteinsaalbau, Rundbogenstil, 1862 | Fotos hochladen                         |
| Haus Friedheim                            | Wissen, Birkener Straße 26 Lage                                                                            | um 1860/70                  | repräsentativer Putzbau, um 1860/70, Umbau um 1894 mit Risaliten und Altan, Park; Gesamtanlage | BW                                      |
| Wilhelm-Busch-Schule                      | Wissen, Böhmerstraße 14 Lage                                                                               | 1928/29                     | ehemaliges Progymnasium; dreigeschossiger Putzbau, expressionistische Motive, 1928/29 | BW                                      |
| Wohnhaus                                  | Wissen, Gerichtsstraße 10 Lage                                                                             | spätes 19. Jahrhundert      | fünfachsiges Wohnhaus, Zierverschieferung, spätes 19. Jahrhundert | Fotos hochladen                         |
| Wohnhaus                                  | Wissen, Heisterstraße 5 Lage                                                                               | Anfang des 20. Jahrhunderts | ehemaliges Direktorenhaus der Brauerei Germania; späthistoristischer Putzbau, teilweise Fachwerk, Anfang des 20. Jahrhunderts | BW                                      |
| Villa                                     | Wissen, Heisterstraße 32 Lage                                                                              | 1905                        | Mansarddach-Villa, Reformarchitektur, bezeichnet 1905 | BW                                      |
| Katholische Pfarrkirche Zur Kreuzerhöhung | Wissen, Kirchplatz Lage                                                                                    | 1804                        | einschiffiges Langhaus, 1804, 1911 um Querhaus und Chor erweitert | Fotos hochladen                         |
| Wohn- und Geschäftshaus                   | Wissen, Marktstraße 3 Lage                                                                                 | Ende des 19. Jahrhunderts   | dreigeschossiges Wohn- und Geschäftshaus, Neurenaissance, Ende des 19. Jahrhunderts | Fotos hochladen                         |
| Wohn- und Geschäftshaus                   | Wissen, Mittelstraße 10 Lage                                                                               | um 1910/15                  | dreigeschossiges Wohn- und Geschäftshaus, Reformarchitektur, um 1910/15 | BW                                      |
| Wohn- und Geschäftshaus                   | Wissen, Mittelstraße 12/14 Lage                                                                            | 1910                        | Wohn- und Geschäftshaus, Landhausstil, bezeichnet 1910 | BW                                      |
| Kriegerdenkmäler                          | Wissen, Steinbuschstraße, in der Steinbuschanlage Lage                                                     | 1876 und 1928               | auf dem ehemaligen Friedhof: - Kriegerdenkmal 1866, 1870/71, bezeichnet 1876, Säule mit bekrönendem Adler - Kriegerdenkmal 1914/18, 1928 von Bildhauer Linden, Bonn, mittige Bruchsteinstele mit Soldatenkopf, flankiert von kauernden Trauernden | BW                                      |
| Blasofen                                  | Wissen, nördlich der Stadt am Wisserbach                                                                   |                             | Blasofen | Direkt Bild zu diesem Denkmal hochladen |
| Kriegerdenkmal                            | Wissen, nördlich der Stadt bei Wendlingen/Ellingshagen Lage                                                | 1920er oder 1930er Jahre    | Kriegerdenkmal 1914/18 als klassizistisches Heiligenhäuschen | BW                                      |
| Dreiherrenstein                           | Wissen, nördlich der Stadt zwischen Steimelhagen und Hagdorn an der Landesgrenze; Distrikt Holschbach Lage | 1776                        | Grenzstein, dreiseitig bearbeiteter Trachytstein, bezeichnet 1776 | BW                                      |
| Wohnhaus                                  | Wissen, südlich der Stadt (Paffrath 1) Lage                                                                | 17. oder 18. Jahrhundert    | stattliches Fachwerkhaus, teilweise massiv, verkleidet, wohl aus dem 17. oder 18. Jahrhundert | BW                                      |
| Wohnhaus                                  | Wissen, südöstlich der Stadt (Loche 1) Lage                                                                | 18. Jahrhundert             | Fachwerkhaus, teilweise massiv oder verschiefert, 18. Jahrhundert | BW                                      |
| Wohnhaus                                  | Pirzenthal, Nr. 14 Lage                                                                                    | 17. oder 18. Jahrhundert    | Fachwerkhaus, verputzt, verkleidet und verschiefert, wohl aus dem 17. oder 18. Jahrhundert | BW                                      |
| Wohnhaus                                  | Pirzenthal, Nr. 15 Lage                                                                                    | 17. oder 18. Jahrhundert    | Fachwerkhaus, verputzt und verschiefert, wohl aus dem 17. oder 18. Jahrhundert | BW                                      |
| Wohnhaus                                  | Pirzenthal, Nr. 20 Lage                                                                                    | 18. Jahrhundert             | Fachwerkhaus, teilweise verschiefert, 18. Jahrhundert | BW                                      |
| Wohnhaus                                  | Schönstein, Auf dem Plan 6 Lage                                                                            | 18. Jahrhundert             | Fachwerkhaus, teilweise verschiefert, 18. Jahrhundert | BW                                      |
| Wohnhaus                                  | Schönstein, Heisterstraße 47 Lage                                                                          | 1778                        | stattlicher Krüppelwalmdachbau, bezeichnet 1778, zweiläufige Freitreppe, um 1900 | BW                                      |
| Katholische Kapelle St. Sebastian         | Schönstein, Heisterstraße, Ecke Sankt-Sebastianus-Straße Lage                                              | 1714                        | auch Heisterkapelle; Fachwerk-Saalbau, 1714 | Fotos hochladen                         |
| Wohnhaus                                  | Schönstein, Schloßstraße 36 Lage                                                                           | 18. Jahrhundert             | Fachwerkhaus, teilweise verschiefert, 18. Jahrhundert | BW                                      |
| Schlossmühle                              | Schönstein, Schloßstraße 71 Lage                                                                           | 19. Jahrhundert             | Fachwerkbau, teilweise massiv, 19. Jahrhundert; eingeschossiger Bruchsteinanbau | BW                                      |

## Ehemalige Kulturdenkmäler
| Bezeichnung | Lage                                                 | Baujahr         | Beschreibung | Bild |
| ----------- | ---------------------------------------------------- | --------------- | --- | ---- |
| Sudhaus     | Wissen, Heisterstraße, hinter Nr. 5 Lage             | gegen 1875      | Sudhaus der Brauerei Germania; mehrgeschossiger Backsteinbau, gegen 1875; abgebrochen und aus Denkmalliste gelöscht | BW   |
| Quereinhaus | Wissen, östlich der Stadt (Altenbrendebach 21a) Lage | 1759            | Quereinhaus, teilweise Fachwerk bzw. verkleidet, bezeichnet 1759; abgebrochen und aus Denkmalliste gelöscht         | BW   |
| Wohnhaus    | Wissen, östlich der Stadt (Appigseifen 1) Lage       | 18. Jahrhundert | stattliches Fachwerkhaus, 18. Jahrhundert; abgebrochen und durch Neubau ersetzt                                     | BW   |